# Nymphon setipedes
Nymphon setipedes är en havsspindelart som beskrevs av Child, C.A. 1988. Nymphon setipedes ingår i släktet Nymphon och familjen Nymphonidae. Inga underarter finns listade i Catalogue of Life.